# باولو سيرجيو موريرا غونسالفيس
باولو سيرجيو موريرا غونسالفيس (بالبرتغالية: Paulo Sérgio Moreira Gonçalves‏) (24 يناير 1984 بلشبونة في البرتغال - ) هو لاعب كرة قدم برتغالي في مركز جناح. شارك مع منتخب البرتغال تحت 19 سنة لكرة القدم ومنتخب البرتغال تحت 20 سنة لكرة القدم ومنتخب البرتغال تحت 21 سنة لكرة القدم. أما مع النوادي، فقد لعب مع أيل ليماسول وإستريلا دا أمادورا وبروناي دي بي إم إم وسبورتينغ لشبونة ب وسبورتينغ لشبونة وفيتوريا دي غيماريش ونادي أروكا ونادي أكاديميكا كويمبرا ونادي أولهانينسي ونادي بيلينينسش ونادي سالامانكا ونادي ديبورتيفو داس أيفيس ونادي بورتيمونينسي.

## وصلات خارجية
- باولو سيرجيو موريرا غونسالفيس على موقع قاعدة بيانات كرة القدم.إي يو (الإنجليزية)
- باولو سيرجيو موريرا غونسالفيس على موقع Soccerway.com (الإنجليزية)
- باولو سيرجيو موريرا غونسالفيس على موقع AS.com (الإسبانية)